# Санний спорт на зимових Олімпійських іграх 2018
Змагання із санного спорту на зимових Олімпійських іграх 2018 в Пхьончхані проходили з 10 по 15 лютого в центрі санних видів спорту «Альпензія», розташованому в курорті Альпензія, поблизу селища Деквалмйон.
У рамках змагань розіграно 4 комплекти нагород.

## Кваліфікація
За підсумками кваліфікаційних змагань олімпійські ліцензії отримають 110 спортсменів (80 чоловіків і 30 жінок), при цьому максимальна квота для одного олімпійського комітету складе 10 спортсменів (7 чоловіків і 3 жінки).

## Розклад
Увесь час (UTC+9).
| День   | Дата      | Старт | Змагання                                    |
| ------ | --------- | ----- | ------------------------------------------- |
| День 2 | 10 лютого | 19:10 | Чоловіки (одномісні сани), 1-й і 2-й спуски |
| День 3 | 11 лютого | 18:50 | Чоловіки (одномісні сани), 3-й і 4-й спуски |
| День 4 | 12 лютого | 19:50 | Жінки, 1-й і 2-й спуски                     |
| День 5 | 13 лютого | 19:30 | Жінки, 3-й і 4-й спуски                     |
| День 6 | 14 лютого | 20:20 | Чоловіки (двомісні сани), 1-й і 2-й спуски  |
| День 7 | 15 лютого | 21:30 | Змішана естафета                            |

## Чемпіони та медалісти

### Таблиця медалей
| Місце | Країна          | Золото | Срібло | Бронза | Загалом |
| ----- | --------------- | ------ | ------ | ------ | ------- |
| 1     | Німеччина (GER) | 3      | 1      | 2      | 6       |
| 2     | Австрія (AUT)   | 1      | 1      | 1      | 3       |
| 3     | Канада (CAN)    | 0      | 1      | 1      | 2       |
| 4     | США (USA)       | 0      | 1      | 0      | 1       |
|       | Усього          | 4      | 4      | 4      | 12      |

### Змагання
| Дисципліна               | Золото                                                                         | Золото   | Срібло                                                        | Срібло   | Бронза                                                              | Бронза   |
| ------------------------ | ------------------------------------------------------------------------------ | -------- | ------------------------------------------------------------- | -------- | ------------------------------------------------------------------- | -------- |
| Одномісні сани, чоловіки | Давід Гляйршер · Австрія                                                       | 3:10.702 | Кріс Мездер · США                                             | 3:10.728 | Йоганнес Людвіг · Німеччина                                         | 3:10.932 |
| Одномісні сани, жінки    | Наталі Гайзенбергер · Німеччина                                                | 3:05.232 | Даяна Айтбергер · Німеччина                                   | 3:05.599 | Алекс Ґоф · Канада                                                  | 3:05.644 |
| Двомісні сани            | Тобіас Вендль · та Тобіас Арльт · Німеччина                                    | 1:31.697 | Петер Пенц · та Георг Фішлер · Австрія                        | 1:31.785 | Тоні Еггерт · та Заша Бенекен · Німеччина                           | 1:31.987 |
| Естафета                 | Німеччина (GER) Наталі Гайзенбергер Йоганнес Людвіг Тобіас Вендль Тобіас Арльт | 2:24.517 | Канада (CAN) Алекс Ґоф Семюел Едні Трістан Вокер Джастін Сніт | 2:24.872 | Австрія (AUT) Маделайне Егле Давід Гляйршер Петер Пенц Георг Фішлер | 2:24.988 |